# Max Pedersen
Max Pedersen/(Petersen) var en dansk atlet.
Max Pedersen var medlem af Københavns IF og vandt tre danske mesterskaber i 4 x 100 meter. Han løb den første strække på det KIF hold, med Iver H. Iversen, Willy Rasmussen og Kai Hartvig som 1935 satte dansk rekord på distancen med tiden 42,8. Individuellt blev hans bedste DM resultat to bronzemedaljer på 200 meter og en 4.plads 1935, hvor han kun blev slået af hans tre klubkamerater; Hartvig, Rasmussen og Iversen.

## Danske mesterskaber
- Guld 1937 4 x 100 meter 44.3
- Bronze 1936 200 meter 23,0
- Guld 1936 4 x 100 meter 43.8
- Guld 1935 4 x 100 meter 44.8
- Bronze 1934 200 meter 23,2

## Personlige rekord
- 100 meter: 11,1 1932
- 200 meter: 22,4 1936